# 孟宸
孟宸（1978年7月—）是台灣的漫畫家。出生於台北市。台北市私立開南高級商工職業學校機械製圖系畢業。

## 人物
- 圖畫風格華美，線條纖細流利。
- 中學時期就開始參與漫畫同人社團活動，1992年起便開始在社團刊物上發表扉頁插畫或短篇漫畫。自學校畢業後，一時於餐飲服務業工作，但同時仍然以自費或社團合資方式發行漫畫個人誌或同人誌。
- 歷經長達四年的漫畫助手工作之後，2003年起開始為架空之都發行的小說繪製插畫，也零星地發表短篇漫畫。2005年初起，則於《挑戰者月刊》陸續發表短篇漫畫，並於同年年底發表首部連載漫畫《哈姆雷特》（原作：莎士比亞），另外也在2006年起於同誌不時擔任投稿小說的插畫作業。
- 曾任林欣穎、劉曉蒨等漫畫家助手。

## 簡歷
- 2003年 - 擔任平遙的小說《Drops Of Jupiter─獵人》的插畫。
- 2005年 - 3月，在《挑戰者月刊》發表〈懷湘玉〉。11月，首部連載作《哈姆雷特》開始連載。

## 作品一覽

### 長篇漫畫
- 哈姆雷特（原作：威廉‧莎士比亞）（2005年，挑戰者月刊2005年11月號～2006年7月號，全力出版）
- 非常關係（2007年，挑戰者月刊2007年4月號～連載中）

### 短篇漫畫
- 懷湘玉（2005年，挑戰者月刊2005年3月號）
- 月之子（2005年，挑戰者月刊2005年6月號）
- 仙女（原作：饒宇芊）（2005年，挑戰者月刊2005年8月號）
- 夏妮兒（2006年，挑戰者月刊2006年11月號～12月號）

### 插畫‧扉頁‧封面
- Drops Of Jupiter─獵人（作：平遙）／封面（2003年2月，架空之都）
- Drops Of Jupiter─戀人（作：平遙）／封面（2003年2月，架空之都）
- 短刀門／封面（作：暗夜流光）（2003年5月，架空之都）
- 短刀門之葉飄零（作：暗夜流光）／封面（2003年6月，架空之都）
- 漢水丹鷹（作：魈）／封面（2003年7月，架空之都）
- 街角通信／扉頁連載（2006年，挑戰者月刊2006年2月號～連載中）
- 尋（作：湛宇天夜）／投稿入選小說插畫（2006年，挑戰者月刊2006年3月號）
- 夏口（作：曉夢迷蝶生）／投稿入選小說插畫（2006年，挑戰者月刊2006年5月號）
- 牽牛花（作：聖稜）／投稿入選小說插畫（2006年，挑戰者月刊2006年6月號）
- 天國大樂透（作：東）／小說插畫（2006年，挑戰者月刊2006年7月號）
- 月下星輝（作：幻翼思言）／投稿入選小說插畫（2006年，挑戰者月刊2006年7月號）
- 弒‧逝（作：幻翼思言）／投稿入選小說插畫（2006年，挑戰者月刊2006年9月號）

### 其他
- 薇薇安星座塔羅牌（書籍附錄，薇薇安星座塔羅牌，尖端出版）

### 單行本
- 哈姆雷特①，全力出版發行，2006年8月8日，ISBN 957-29560-6-X
- 哈姆雷特②，全力出版發行，2006年11月8日，ISBN 957-29560-8-6
- 我要畫公主：最美公主畫法大集合！（〔文房文化事業有限公司〕），發行日：2009年12月
- 我會畫夢幻俏公主，（〔文房文化事業有限公司〕），發行日：2010年2月
- 小公主人見人愛魔法書（漫畫版）：愛自己 & 愛別人的7招友誼魔法，（〔文房文化事業有限公司〕），發行日：2010年5月
- 我要畫天使與惡魔：輕鬆學會畫天使與惡魔美少女！（〔文房文化事業有限公司〕），發行日：2010年8月

## 外部連結
- 孟宸的FACEBOOK
- 孟宸的twitter
- 孟宸的Instagram
- 孟宸的微博